# Kenneth Rexroth
Kenneth Rexroth (ur. 22 grudnia 1905 South Bend, zm. 6 czerwca 1982 w Santa Barbara) – amerykański poeta, pisarz, eseista i malarz o poglądach anarchistycznych. 
Związany w latach 50. XX wieku z ruchem beatników, którzy sprzeciwiali się m.in. tradycyjnej obyczajowości mieszczańskiej.

## Twórczość
W zbiorze wierszy In Defense of the Earth (1956), dążył do podważenia instytucji społecznych i unormowanego trybu życia. 
W późniejszych latach inspirował się klasyczną poezją chińską i japońską, przedstawiając problemy współczesnego człowieka: The Collected Shorter Poems (1967), The Collected Longer Poems (1968).
Tworzył również sztuki teatralne oraz wiele prac krytycznych, m.in. American Poetry in the Twentieth Century (1971), Classics Revisited (1968).
W Polsce ukazał się wybór wierszy w antologii Wśród amerykańskich poetów (1972).